# Pipele
Pipele (titlul original: în cehă Dýmky) este un film de comedie romantică coproducție cehoslovaco-austriacă, realizat în 1966 de regizorul Vojtěch Jasný care a scris și scenariul după povestirile scriitorului Ilia Ehrenburg din volumul de nuvele Treisprezece pipe (1923). Vojtěch Jasný a ales trei dintre aceste povestiri, numite „Pipa actorului”, „Pipa lordului” și „Pipa Sf. Hubert” (inițial trebuia să fie filmată acțiunea nuvelei „Pipa căpitanului”).
Rolurile principale sunt interpretate de actorii Walter Giller, Gitte Hænning, Jana Brejchová și Richard Münch. Filmul a fost prezentat pentru prima dată în cinematografele din România la 7 aprilie 1969.

## Pipa actorului
Acțiunea nuvelei este transpusă ca un film în film, în care un film mut alb-negru alternează cu un film color pe ecran lat. 
George Randy, un actor mizerabil, primește împreună cu soția sa Mary în mod neașteptat rolurile principale într-unul dintre așa-numitele „filme mari”. El cumpără cu mândrie o pipă. Dar pentru că era deja prea absorbit de rolul său în timpul filmărilor, astfel încât a confundat constant jocul cu realitatea, și-a împușcat efectiv rivalul de film care dorea să se apropie de soția sa. Randy acceptă calm procesul de judecată și execuția sa pe scaunul electric ca pe un rol de film.

## Pipa lordului
Lordul englez Edward este un fumător pasionat de pipă. El își petrece chiar noaptea nunții fumând cu noua sa pipă Straight Grain. Nu ar avea nimic împotrivă dacă tânăra lui soție ar căuta în viitor un înlocuitor potrivit pentru pat. Dar nobilul oaspete pe care l-a prevăzut, nu manifestă niciun alt interes decât cel pentru pipe, așa că Lady se comportă îngrozitor și vizitează șopronul din grădină împreună cu paznicul pentru câini.

## Pipa Sfântului Hubert
Al treilea episod este conceput ca o satiră a filmului german și austriac despre filmele despre patrie a anilor 1950.
Când soțul ei a plecat la război, blonda soție a unui pădurar alpin se consolează cu italianul Marcello, pentru care umple pipa lungă de porțelan rămasă acasă. În mod surprinzător, pădurarul vine în concediu. Pentru a explica camera plină de fum, în timp ce Marcello fuge sărind pe fereastră, ea pune pipa aprinsă în gura Sfântului Hubert sculptat în lemn. Maschează adulterul explicând că s-a întâmplat o minune: pădurarul, care inițial era bănuitor, trebuie să se convingă că patronul său apărător suflă de fapt cu bucurie nori de tutun!

## Distribuție
- Walter Giller – George Randy
- Gitte Hænning – Mary Randy
- Juraj Herz – William Poker
- Václav Lohniský – regizorul de film
- Jana Brejchová – Lady Mary
- Vivi Bach – Else
- Jan Kačer – John
- Waldemar Matuška – Marcello
- Richard Münch – Lord Edward
- Vít Olmer – Lord William
- Gerhard Riedmann – Kurt
- Jaroslav Štercl
- Karel Effa
- Josef Hlinomaz
- Vladimír Hrubý
- Vladimír Menšík
- Nadja Tiller – lăptăreasa goală
- Oldrich Velen – Lékar

## Distincții
- Filmul a fost prezentat în selecția oficială pentru competiție la Festivalul de Film de la Cannes din 1966.[3].